# Liste der Baudenkmale in Mölln (Mecklenburg)
In der Liste der Baudenkmale in Mölln sind alle denkmalgeschützten Bauten der Gemeinde Mölln (Mecklenburg-Vorpommern) und ihrer Ortsteile aufgelistet. Grundlage ist die Veröffentlichung der Denkmalliste des Kreises Demmin mit dem Stand vom 18. Dezember 1996. 

## Baudenkmale nach Ortsteilen

### Mölln
| ID | Lage                  | Bezeichnung | Beschreibung | Bild |
| -- | --------------------- | --- | ------------ | --- |
|    | Dorfstraße 5 (Karte)  | Pfarrhaus |              | Pfarrhaus |
|    | Bahnhofstraße (Karte) | Bahnhof mit Güterabfertigung |              | Bahnhof mit Güterabfertigung |
|    | Bahnhofstraße (Karte) | Stellwerk (südöstlich vom Bahnhof)                                                                                              |              | Stellwerk (südöstlich vom Bahnhof)                                                                                              |
|    | Bahnhofstraße (Karte) | Stellwerk (nordwestlich vom Bahnhof)                                                                                            |              | Stellwerk (nordwestlich vom Bahnhof)                                                                                            |
|    | (Karte)               | Kirche und 2 Glocken mit Friedhof, 3 Grabplatten Bauer, Grabstätte der Gutsbesitzer, 2 Grabmäler Rummerow, 2 Grabplatten Wagner |              | Kirche und 2 Glocken mit Friedhof, 3 Grabplatten Bauer, Grabstätte der Gutsbesitzer, 2 Grabmäler Rummerow, 2 Grabplatten Wagner |
|    |                       | Kriegerdenkmal 1914/18 (auf dem Friedhof)                                                                                       |              | Kriegerdenkmal 1914/18 (auf dem Friedhof)                                                                                       |

### Groß Helle
| ID | Lage    | Bezeichnung                                         | Beschreibung | Bild |
| -- | ------- | --------------------------------------------------- | --- | ---- |
|    | (Karte) | Friedhof mit Grabstätte Flügge und Grabstätte Kries | |      |
|    |         | Gutsanlage (Dorfstraße) mit:                        | Gut der Familien von Maltzan (ab 1501), ab 1656 von Joachim Engel, ab 1751 von Gotthard Karl Friedrich von Peccatel auf Wrodow, ab 1785 wieder von Maltzan, ab 1802 Carl David Heinrich Lüders und von 1816 bis 1945 von Flügge. |      |
|    | (Karte) | Gutshaus (Dorfstraße 39)                            | 2-gesch., 15-achs. Gutshaus, Anf. des 18. Jh., klassizistisch, Umbau im 19. Jh., seit 2013 Ferienanlage |      |
|    |         | Park                                                | |      |
|    |         | Kutscherhaus (Dorfstraße 40)                        | |      |
|    |         | Waschküche                                          | |      |
|    |         | Scheune (außerhalb der eigentlichen Anlage)         | |      |

### Klein Helle
| ID | Lage    | Bezeichnung                                                                                     | Beschreibung | Bild                                                                                            |
| -- | ------- | ----------------------------------------------------------------------------------------------- | --- | ----------------------------------------------------------------------------------------------- |
|    |         | Gutsanlage mit                                                                                  | Besitz des Guts bzw. einzelner Höfe: Im 14. Jh. Familie Muggesfeld, im 15. Jh. Maltzan, Voß, Woosten und Parsow, im 17. Jh. von Voß, von Schuckmann (ab 1759), von Zülow (ab 1789), von Ferber (1812–1871) und der Fabrikant Carl Schwanitz (ab 1898); nach 1945 Schule, später bis 2003 Kinderheim. | Gutsanlage mit                                                                                  |
|    | (Karte) | Gutshaus                                                                                        | Differenzierte 2-gesch. Putzbauten mit einem 5-gesch. Turm, 1. Bauwerk Mitte des 18. Jh., um 1900 erheblicher An- und Umbau. | Gutshaus                                                                                        |
|    | (Karte) | Park                                                                                            | Der Landschaftspark mit einem kleinen See wurde Ende des 18. Jh. angelegt und um 1900 umgestaltet. | Park                                                                                            |
|    |         | Schwanitz-Stein                                                                                 | |                                                                                                 |
|    |         | sechs Wirtschaftsgebäuden (vier am Gutshof, eines links vom Gutshaus, eines links neben Nr. 11) | | sechs Wirtschaftsgebäuden (vier am Gutshof, eines links vom Gutshaus, eines links neben Nr. 11) |
|    |         | Wohnhaus (linkerhand vom Gutshaus)                                                              | | Wohnhaus (linkerhand vom Gutshaus)                                                              |
|    | (Karte) | Kirche mit Friedhof, Gitterzaun, Mausoleum, Grabmal Bahleke und Grabplatte                      | | Kirche mit Friedhof, Gitterzaun, Mausoleum, Grabmal Bahleke und Grabplatte                      |
|    | (Karte) | Kriegerdenkmal 1914/1918 (Dorfstraße)                                                           | | Kriegerdenkmal 1914/1918 (Dorfstraße)                                                           |

### Wrodow
| ID | Lage    | Bezeichnung                 | Beschreibung | Bild     |
| -- | ------- | --------------------------- | ------------ | -------- |
|    |         | Gutsanlage (Dorfstraße) mit |              |          |
|    | (Karte) | Gutshaus                    |              | Gutshaus |
|    | (Karte) | Park                        |              |          |
|    |         | Stall                       |              |          |
|    |         | Wirtschaftsgebäude          |              |          |
|    | (Karte) | Kirche                      |              | Kirche   |

## Quelle
- Karte der Baudenkmale im Geoportal des Landkreises